# Defensie van Nederland
De Nederlandse defensieorganisatie (kortweg: Defensie) wordt gevormd door het ministerie van Defensie. Het ministerie bestaat uit het departement, de krijgsmacht, bijzondere organisatie-eenheden en ondersteunende organisaties. De minister van Defensie heeft de politieke leiding over Defensie. De secretaris-generaal (SG) heeft de ambtelijke leiding. De militaire leiding van de krijgsmacht berust bij de Commandant der Strijdkrachten. De regering heeft het opperbevel over de krijgsmacht.

## Organisatie

### Het departement
Het departement is het feitelijke ministerie. Naast de minister van Defensie en de staatssecretaris, omvat het departement de Bestuursstaf. Deze wordt geleid door de secretaris-generaal. Onder de bestuursstaf ressorteren verschillende (hoofd)directies, de Commandant der Strijdkrachten met de Defensiestaf en de volgende bijzondere organisatie-eenheden:
- de Inspecteur-generaal der Krijgsmacht (IGK)
- de Militaire Inlichtingen- en Veiligheidsdienst (MIVD)
- de Militaire Luchtvaart Autoriteit (MLA)
- het Militair Huis van Z.M. de Koning

### De krijgsmacht
De Nederlandse krijgsmacht is de militaire organisatie van het Koninkrijk der Nederlanden. Het bestaan, de taken van en het gezag over de krijgsmacht zijn vastgelegd in Artikel 97 van de Nederlandse Grondwet:
1. Ten behoeve van de verdediging en ter bescherming van de belangen van het Koninkrijk, alsmede ten behoeve van de handhaving en de bevordering van de internationale rechtsorde, is er een krijgsmacht. 2. De regering heeft het oppergezag over de krijgsmacht.
De krijgsmacht bestaat uit de Koninklijke Marine (KM), de Koninklijke Landmacht (KL), de Koninklijke Luchtmacht (KLu) en de Koninklijke Marechaussee (KMar). Sinds september 2005 zijn dit geen zelfstandige krijgsmachtdelen met een eigen bevelhebber meer. De krijgsmacht is nu als onderdeel van Defensie georganiseerd in drie operationele commando's die direct onder de Commandant der Strijdkrachten vallen, en de marechaussee die onder de secretaris-generaal valt:
- het Commando Zeestrijdkrachten (CZSK) bestaat uit de operationele eenheden van de zeemacht
- het Commando Landstrijdkrachten (CLAS) bestaat uit de operationele eenheden van de landmacht
- het Commando Luchtstrijdkrachten (CLSK) bestaat uit de operationele eenheden van de luchtmacht
- de Koninklijke Marechaussee (KMar) is de militaire politie

### Ondersteunende diensten
De ondersteunende uitvoeringsorganisaties van Defensie zijn ondergebracht in twee defensieonderdelen:
- het Commando Materieel en IT (COMMIT) (voorheen Defensie Materieel Organisatie (DMO))
- het Defensie Ondersteuningscommando (DOSCO)

## Dienstplicht
Het bestaan van militaire dienstplicht is vastgelegd in Artikel 98 van de Nederlandse Grondwet. Sinds 1 mei 1997 is de opkomstplicht uitgesteld en Defensie roept daarom geen nieuwe dienstplichtigen meer op. De krijgsmacht bestaat daardoor geheel uit beroepspersoneel. De dienstplicht geldt sinds 1 januari 2020 ook voor vrouwen. Iedereen die 17 jaar wordt, krijgt een brief van de overheid over de inschrijving voor de dienstplicht. Naar schatting zijn ruim 2,8 miljoen mannen en 2,7 miljoen vrouwen geschikt voor militaire dienst. In september 2023 introduceerde Defensie het Dienjaar. Dit is te vergelijken met het vervullen van de dienstplicht, maar dan vrijwillig.

## Internationale samenwerking
Door deelname aan de NAVO verzekerde Nederland zich na de Tweede Wereldoorlog van bondgenoten. Hierbij verklaarde het zich akkoord om, zoals alle leden van de NAVO, 2% van hun bruto binnenlands product (bbp) aan defensie uit te geven. Nederland houdt zich hier evenals veel andere leden echter al jaren niet aan. Dat leverde veel kritiek op van lidstaten, en met name van de Verenigde Staten, die wel aan de NAVO-norm voldoen. In 2014 kwamen de NAVO-landen bijeen in Wales waar besloten werd dat de uitgaven voor defensie niet langer zullen dalen en dat de leden zullen streven naar een verhoging van de defensie-uitgaven tot 2% van het bbp in 2024. Volgens cijfers van de NAVO gaf Nederland 1,49% van het bbp uit aan defensie in 2020, het vergelijkbare cijfer voor 2014 was 1,15%.
Daarnaast richt Nederland zich voor defensiesamenwerking op de Europese Unie en de Verenigde Naties. In dat verband is Nederland lidstaat van de OVSE.

## Defensie-uitgaven
De inzetbaarheid van de Nederlandse krijgsmacht hangt onder meer af van het beschikbare defensiebudget. In 1954 bereikten de uitgaven van het Nederlandse ministerie van Defensie een piek van meer dan 6% van het bbp. Sindsdien daalden de uitgaven eerst snel en met schokken, maar vanaf midden jaren negentig langzaam en geleidelijk. Toen de Berlijnse Muur viel in 1989, lagen de uitgaven van het ministerie nog op 2,8% van het bbp. De sterkste daling van de Defensie-uitgaven voltrok zich in de jaren negentig, na de val van de Berlijnse muur. Omstreeks 2014 liggen de uitgaven iets boven de 1% en nooit eerder, sinds het begin van de metingen in 1929, werd er zo weinig geld aan defensie uitgegeven.
Deze daling wordt gereflecteerd in de beschikbare militaire middelen. In 1991 telde Nederland nog 211 gevechtsvliegtuigen van het type F-16, maar deze worden vervangen door 37 Joint Strike Fighters omstreeks 2020. In de jaren tachtig zijn 913 Leopard tanks aangeschaft, maar hiervan zijn veruit de meeste verkocht en in 2015 waren er nog slechts 15 over. Het aantal fregatten daalde van 15 in 1991 naar zes stuks in 2015 en van de 26 mijnenbestrijdingsvaartuigen waren er 10 over in 2015.
Na 2014 stegen de uitgaven weer, zowel in absolute als relatieve zin tot 1,2% van het bbp in 2018. Sinds 2014 zijn de uitgaven met 25% gestegen. Van alle uitgaven in 2018 was 49% bestemd voor de lonen van defensiepersoneel. In hetzelfde jaar bestonden de investeringen voor twee derde uit militaire activa, zoals vliegtuigen, voertuigen en bewapening. Een derde van de investeringen werd gedaan in overige zaken, zoals gebouwen en computers.
Hieronder een overzicht van de uitgaven voor de landsverdediging in miljoenen euro vanaf 1995: